# Мас-медији
Мас-медији (енгл. mass media — „масовни медији”) појам је који је ушао употребу, двадесетих година двадесетог века, са појавом радија, штампе и касније ТВ-а. Под њим се подразумевају сви медији који су дизајнирани тако да их „конзумира” широка публика. Њихове основне одлике су да снажно утичу на формирање „масовног конзументског друштва” које је углавном у контрасту са самосталним одлучивањем. Данас се у мас-медије убрајају радио, ТВ, музика и видео-записи, филм, штампани медији, интернет и софтвер. Одлика мас-медија је да снажно утичу на формирање „масовног потрошачког друштва”, које је углавном у контрасту са самосталним одлучивањем. Масовни (глобални медији), настали су дуго након појаве локалних и националних медија. У Европи први масовни медији биле су новине које су доминирале током 19. вијека. На самим почецима развој масовних медија је био колебљив, новине и часописи су били писани искључиво за домаће читаоце, што је било комбиновано са језичком баријером ускраћивало могућност извоза. У суштини медији функционишу на начин на који је одраз удружених интереса моћних друштвених група које су у положају да врше расподјелу друштвених ресурса.
Радиодифузни медији преносе информације електронским путем, путем медија као што су филм, радио, снимљена музика или телевизија. Дигитални медији обухватају интернет и мобилну масовну комуникацију. Интернет медија обухватају сервисе попут електронска пошта, сајтова друштвених медија, вебсајтова, и на интернету базираног радија и телевизије. Многи други облици масовних медија имају додатно присуство на мрежи, путем средстава као што су повезивање или покретање ТВ огласа на мрежи, или дистрибуирање QR кодова на спољашњем или штампаном медију да би се усмерили корисници мобилне мреже на веб локацију. На тај начин, они могу да користе лаку приступачност и могућности пружање помоћи које интернет пружа. На тај начин се лако, симултано и економично преносе информације у мноштву различитих региона света. Спољашњи медији трансмитују информације путем медија као што је АР оглашавање; билборди; блимпови; летећи билборди (знакови на вученим авионима); плакати или киосци смештени унутар и изван аутобуса, комерцијалних зграда, продавница, спортских стадиона, кола подземне железнице или возова; знаци; или натписи на небу. Штампани медији трансмитују информације путем физичких објеката, као што су књиге, стрипови, магазини, новине, или памфлети. Организовање догађаја и говорништво се исто тако може сматрати формом масовних медија.
Организације које контролишу те технологије, као што су филмски студији, издавачке куће, и радио и телевизијске станице, су исто тако познате као масовни медији.

## Дефиниција
Једно од најбољих објашњења и дефиниција масовних медија дао је Денис Маквејл. Његову дефиницију дијелимо у шест посебних ставки:
- разлучив скуп активности (стварање медијског садржаја)
- укључују посебне технолошке конфигурације (радио, телевизија, видео-текст, новине, књиге)
- везани су за формално конституисане институције или медијске канале (системи, станице, публикације)
- оперишу у складу са одређеним законима, правилима и схватањима (професионални кодекси и пракса, публика, друштвена очекивања и навике)
- продукт су лица које заузимају извесне улоге (власници, регулатори, продуценти, дистрибутери, оглашивачи, чланови публике)

преносе информације, забаву, слике и симболе до масовне публике.
Дефиниција: Масовни медији су друштвене институције које функционишу унутар одређених стега, правила, права и политике које упошљавају карактеристичну мешавину квалификованог особља, који се држе одређених процедура у прикупљању информација, ради стварања грађе за визуелно, аудитивно или концептуално усмјерене медије. Они су учесници у политичкој, економској, социјалној и културној динамици друштвене моћи.
Сваки масовни медијум има своје врсте садржаја, креативне уметнике, техничаре и пословне моделе. На пример, интернет обухвата блогове, подкасте, вебсајтове, и разне друге технологије изграђене поврх опште дистрибуционе мреже. Шести и седми медији, интернет и мобилни телефони, се често колективно називају дигиталним медијима; а четврти и пети, радио и ТВ, радиодифузним медијима. Неки то тврде да су се видео-игре развиле у дистинктну масовну форму медија.
Док је телефон двосмерни комуникациони уређај, масовни медији комуницирају са великим групама. Поред тога, телефон се претворио у мобилни телефон који је опремљен приступом интернету. Поставља се питање да ли то чини мобилне телефоне масовним медијумом или су они једноставно уређаји за приступ масовном медијуму (интернету). Тренутно постоји систем којим продавци и оглашивачи могу да приступе сателитима, и емитују рекламе и огласе директно на мобилне телефоне, које корисник телефона није затражио. Ова трансмисија масовног оглашавања милионима људи је још једна форма масовне комуникације.
Могуће је да видео-игре исто тако могу да еволуирају у масовни медијум. Видео-игре (на пример масивне вишеиграчке онлајн игре играња улога (MMORPG), као што је ) пружају заједничко играчко искуство милионима корисника широм света и преносе исте поруке и идеологије свим својим корисницима. Корисници понекад деле искуство једни с другима, тако што играју на мрежи. Искључујући интернет, међутим, упитно је да ли играчи видео-игара деле заједничко искуство када играју појединачно. Могуће је детаљно дискутовати догађаје видео-игре са пријатељом са којим особа никада није играла, јер је искуство идентично свима. Питање је, да ли је то облик масовне комуникације.

## Историја
Развој медија, а самим тим и основе за данашње масовне медије оволиког обима настао је у 15. вијеку, када је Јохан Гутенберг изумио машину за штампање са покретним словима. Од тада његов изум је сигурним корацима наметао нови начин комуникације.
Могућност производње већег броја копија је довело до смањења њихове цијене, а тако и доступности ширем кругу читалаца, само је дио тог историјског процеса, али изузетно значајна тиме што је новооткривени начин комуникације постао медиј у којем су се одвијале друштвене „борбе”.
Функције средстава масовне комуникације нису увијек биле једнаке, историјски развој друштва умногоме је утицао и на комуникацијска средства дајући им карактеристична обиљежја времена и друштвене ситуације у којој су настале. Медији су доживљавали све друштвене револуције и уједно били битан фактор у њиховом остварењу.
Потенцијал средстава масовне комуникације, увидјели су власт и сви грађани који су имали шта да саопште ширем кругу људи, стварала се публика која је постала и прималац и пошиљалац поруке што се комуникацијом преносила. Мијењањем особина публике мијењали су се и прилагођавали масовни медији (процес је узајаман, јер су масовни медији и ефикасно средство учења са великим утицајем, поготово у савременим друштвима), па је данас, неколико вијекова након првих штампаних новина, ситуација битно другачија: технички развој довео је до настанка различитих облика масовних медија, те њихове популаризације, тако да кориштење (али најчешће само пасивно) неког од њих више није питање ни друштвено-политичке активности, ни луксуза, већ питање потребе.
Један од теоретичара који је доста простора у својим истраживањима посветио масовним медијима је Јирген Хабермас. Хабермас упоредо анализира и развој средстава масовне комуникације.
Процеси који су као посљедица индустријске револуције довели до великих промјена у друштвеној структури створили су околности у којима се Гутенбергов изум могао у потпуности искористити. У самом почетку комуникација ја била једнострана, новине су служиле као информација које су нудиле, омогућиле стварање нечег што је тек под овим условом могло постати—публика.
Грађани, не више у смислу старих сталежа занатлија и ситних трговаца већ нових капиталиста и сталежа школованих људи који се формирају као публика насупрот власти постају свјесни властитог заједничког интереса и од класе по себи постају класа за себе. Власт која је створила новине као институцију није могла ни слутити да би се те исте новине, а касније и друге модерније врсте медија могле употријебити као ефикасно оружје против ње саме.
Потребно је било само препознати могућност политичког дјеловања помоћу новог медија и искористити његове предности. Данашњи масовни медији глобалног карактера добијају своје право лице током 90-их година. Тих година као никада до тада развијају се нове технологије које ће у будућности вишеструко промијенити и побољшати комуникацију и омогућити медијима све већу масовност.

## Еволуција масовних медија
У комбинацији са сателитском комуникацијом и оптички повезаним комуникацијским мрежама, масовне комуникације постале су супер брзе траке за проток информација. Када томе додамо још и развој компакт дискова као начина чувања и преноса података можемо примјетити колико су медији напредовали у техничком смислу. Развојем тих радикално нових технологија уздрмани су темељи дотадашње индустрије, али се сада отварају и могућности за улазак нових фирми на глобално тржиште масовних медија. Настанак интернета и његова све масовнија употреба је по већини теоретичара требало да тотално промјени медијску слику и потисне у други план остале медије, али то се није догодило, већ управо супротно. Дотадашњи медији су се интегрисали из већ постојећих система у нове струје масовних медија предвођене интернетом и новим технологијама.
По већини теоретичара медији још нису достигли свој врхунац, оно за шта они сматрају да ће довести медије до врхунца је интернет треће и четврте генерације, телевизијски програм гдје нећете морати чекати своју омиљену серију, већ ћете моћи гледати кад желите и шта желите, развој нових технологија који би омогућио приступање медијима без неке материјалне подршке (монитор, телевизор, радио) у будућности би требало да буде само холограмска пројекција тога.

## Дисфункционалне последице масовних медија
Појам масовни медији се на почетку односио првенствено на „масе”, како би се описали људи који живе у западним индустријским земљама. Тај појам има негативне конотације у теорији медија, а означава недефинисану групу људи са малом индивидуалношћу која све пасивно прихвата и некритична је према медијским праксама и порукама. 
Са све већим растом и развојем медија, а самим тим и све јачим утицајем јавља се још једна негативна појава, а то је све веће отуђење људи између себе у заједници и губитком осјећаја за заједништво. 
Масовни медији имају велики утицај на формирање јавног мњења и политичку пропаганду. Они су потпуно интегрисани у модерно друштво и оно без њих не може. Медији данас имају осим информативну и велику образовну улогу, тј. моћ да утичу на обликовање свијести младих људи. Упркос великој моћи коју имају данас се велике фирме све више због немилосрдне трке за профитом одлучују се за приказивање лаких садржаја, претежно увезених са запада, који обилују садржајима који циљају на најниже људске емоције. 
На тај начин медији утичу лоше претежно на младе људе који су најподложнији утицају. У многим се земљама путем масовних медија шире садржаји који потичу из индустријских земаља и који извјештавају о тамошњем животу прије него што остали производни потенцијали (инфраструктура) земаља-приматеља и приближно одговарају рангу земаља, на тај начин се ствара непропорцијалност између жеља и могућности. Медији прикупљају анализирају и шире текуће информације. 
Појединци, друштвене организације као и бизнис се у посљедње вријеме све више се ослањају на масовне медије да би их ови обавјештавали о догађајима у држави и свијету уопште. Тако масовни медији чине виталну карику у систему информисања. Масовни медији су одржива карика између владе и обичних грађана, што доприноси како политичком животу, тако и општем карактеру друштва. Из тога слиједи да они нису неутрални у обављању свога посла.

## Главни играчи у глобалном медијском систему
Већина масовних медија су у власништву десет вертикално интегрисаних конгломерата од којих већина има сједиште у САД. 
Осталих 30 или 40 важнијих фирми које раде као њихова подршка заокружују значајније позиције тога система. Главне карактеристике масовних медија и глобалног медијског система су жестоко надметање под нетржишним основама и брза комерцијализација. Масовни медији припадају глобалном систему који је подијељен у двије лиге: прва у коју спадају најзначајније групације фирми и друга финасијски слабија, али не и пуно мања значајна. Пет највећих медијских фирми у свијету Time Warner, Disney, Bertelsmann, Viacom и News Corporation уједно представљају и најинтегративније глобалне медијске гиганте. Остале фирме које припадају „првој лиги” су: TCI, Poly Gram, Sony, General Electric, Seagram. 
Подручје рада ових фирми је обично базирано на великим филмским и телевизијским студијима и продукцијским кућама. Фирме из друге лиге су оне које на глобалном тржишту попуњавају већином регионална тржишта. Њихови најпознатији представници су Kirch, Advance Publication, United Media, Томпсон, Globo, Televisia, Westinghouse, Canal plus, Havas. Све ове фирме имају за циљ да прошире своју дјелатност и уђу прву лигу и постану прави медијски гиганти. Као и у првој лиги више од половине фирми долази из САД.

## Етичка питања и критике
Недостатак локалног или специфичног актуелног фокуса је заједничка критика масовних медија. Масовни новинарски медији често покривају националне и међународне вести због тога што желе да служе и буду релевантни за широки демографски опсег. Као такви, они морају да прескоче многе занимљиве или важне локалне приче, јер једноставно нису од интереса великој већини њихових гледалаца. Један пример са вебсајта WiseGeek је да „становници једне заједнице могу да сматрају своју борбу против развоја критичном, али прича би једино привукла пажњу масовних медија ако би та борба постала контроверзна или ако су постављени преседани неког облика”.
Термин „масовни” сугерише да примаоци медијских производа чине огромно море пасивних, недиференцираних појединаца. Ово је слика повезана са неким ранијим критикама „масовне културе” и масовног друштва, чиме се генерално претпоставља да развој масовне комуникације има у великој мери негативан утицај на савремени друштвени живот, стварајући неку врсту благе и хомогене културе која забавља појединце без мотивисања. Међутим, интерактивни дигитални медији могу да доведу у питање ту једнострану парадигму ранијих радиодифузних медија.